# Pranav Mistry
Pranav Mistry (ur. 1981) – indyjski informatyk. Obecnie jest głową Think Tank Team i Dyrektorem Badań Samsunga. Najbardziej znany jest ze swojej pracy nad interfejsem gestowym SixthSense i inteligentnym zegarkiem Galaxy Gear. Jego zainteresowania badawcze obejmują: wearable computing (komputery w odzieży), rzeczywistość rozszerzoną, przetwarzanie rozproszone, rozpoznawanie gestów (gestural interaction), sztuczną inteligencję, systemy wizyjne, inteligencję zbiorową i robotykę. Światowe Forum Ekonomiczne uhonorowało Pranava Mistry'ego jako jednego z „Młodych Globalnych Liderów” 2013.

## Edukacja i badania
Pochodzi z Palanpur w północnym Gudźaracie w Indiach. Zdobył licencjat ze studiów informatycznych i inżynieryjnych w Technologicznym Instytucie Nirma w Gujaracie, magistraturę z zakresu Media Arts and Sciences w MIT i z zakresu Design w Industrial Design Center w IIT Mumbai. Później był asystentem i doktorantem w MIT Media Lab.

## Kariera zawodowa
Dołączył do firmy Samsung jako dyrektor badań w 2012 i kieruje projektem Think Tank. We wrześniu 2013 zaprezentował smartwatch Samsung Galaxy Gear.
Przed dołączeniem MIT, Pranav pracował jako badacz UX w Microsofcie.

## Wynalazki
Mistry jest najbardziej znany ze swojej pracy nad interfejsem gestowym SixthSense. Wynalazł też między innymi: Mousless – niewidzialną komputerową myszkę; SPARSH – nowatorski sposób, aby kopiować i wklejać dane między urządzeniami cyfrowymi; Quickies – inteligentne przyklejane karteczki, które mogą być przeszukiwane, lokalizowane i mogą wysyłać przypomnienia i wiadomości; Blinkbota - robota sterowanego wzrokiem i mruganiem; długopis rysujący w trzech wymiarach oraz mapę, która może działać jako Google w świecie fizycznym.

## Uznanie
Badania Pranava nad interfejsem SixthSense były nagrodzone w 2009 nagrodą Invention Award przez Popular Science. Został on również nominowany do MIT Technology Review TR35 jako jeden z 35 najlepszych innowatorów na świecie w wieku poniżej 35 lat. W 2010 został zaliczony do Creativity Magazine's Creativity 50. Mistry został nazwany "jednym z dziesięciu najlepszych wynalazców na świecie teraz" przez Chrisa Andersona. GQ India wymienił Pranava jako jednego z najbardziej wpływowych Hindusów. Pranav Mistry został też uznany za Young Global Leader 2013 przez World Economic Forum.

### Nagrody i osiągnięcia
- Young Global Leader 2013 Award, World Economic Forum[10]
- Young Alumnus Award 2012, IIT Bombay
- 50 Most Creative People of the Year 2010, CREATIVITY 50[9]
- Netexplorateurs of the Year 2010 award, Netexplorateurs Grand Prix 2010, France
- TR35 2009 award, Technology Review[8]
- Invention of the Year 2009 award, Popular Science[5]
- Young Indian Innovator 2009 award, Digit Magazine[potrzebny przypis]
- Speaker for TED India 2010 talk on ‘sixthsense’, TED India 2010, Mysore, INDIA[11]
- Speaker for TED 2009 talk, TED 2009, Long Beach, CA[12]
- Nominee for Forbes India’s Person of the Year 2009[13]